# Yeppoon
Yeppoon – miasto w Australii, w stanie Queensland, nad Oceanem Spokojnym.